# Titanic II
Titanic II je naziv broda koji će biti izgrađen kao suvremena replika poznatoga RMS Titanica. Novi brod bi imao tonažu od 56.000 bruto tona, dok je izvorni brod imao oko 46.000 bruto registarskih tona. Projekt je najavio australski milijarder Clive Palmer još u travnju 2012. godine. Brod je prvotno trebao biti dovršen 2016. godine, a red plovidbe bi bio od Southamptona do New Yorka. Ipak, 1. rujna 2015. godine izjavljeno je kako je projekt odgođen te će novi brod biti gotov 2022., dvije godine kasnije nego što je planirano.
Unutrašnjost broda će biti uređena tako da bude što sličnija izvornoj. Tillberg Design iz Švedske je tvrtka odgovorna za izgradnju crteža kako bi replicirali izvorni interijer Titanica. Međutim, izvorna drvenarija nije u skladu s modernim propisima zaštite od požara, pa se tako i ovdje, kao i u RMS Queen Mary 2, mora se koristiti furnir. Skice su pokazale da je izgled jako sličan originalu, ali su kabine treće klase modernizirane.

## Vanjske poveznice
- Titanic-II.com  Arhivirana inačica izvorne stranice od 5. ožujka 2015. (Wayback Machine) (engl.)
- Blue Star Line (engl.)